# Emilio Yap

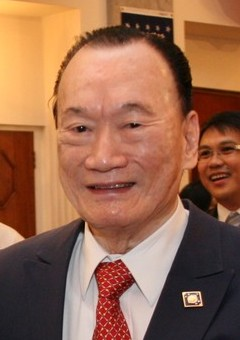
Emilio Yap in 2011

Emilio T. Yap (Fujian, 24 september 1925 – 7 april 2014) was een Filipijns zakenman, bankier, mediamagnaat en filantroop. Hij behoorde ten tijde van zijn overlijden tot de rijkste mensen in de Filipijnen. In 2013 werd hij door Forbes Magazine op de dertiende plek van de lijst van rijkste mensen uit de Filipijnen geplaatst.

## Biografie
Emilio Yap werd geboren op 24 september 1925 in de Chinese provincie Fujian. Later in zijn leven liet hij zich naturaliseren tot Filipijn. Hij kwam voor de eerste maal naar de Filipijnen voor een studie in de hoofdstad Manilla, waar zijn grootvader een handelsbedrijf had. Nadat deze met zijn bedrijf stopte, moest hij terug naar China, om later weer terug te keren naar Dumaguete, een stad in de centraal gelegen eilandengroep Visayas. In Dumaguete was hij bedrijfsleider in een handelsbedrijf. Na de uitbraak van de Tweede Wereldoorlog verhuisde Yap naar Manilla, waar hij werkzaam was in een T-shirtfabriek. Daar werkte hij zich op tot bedrijfsleider van de fabriek. Dit bleek een goede business, omdat er onder de Japanse soldaten in de Filipijnen veel vraag was naar de witte shirts, die in de fabriek gemaakt werden. Zijn verdiensten waren voldoende om een eigen bedrijf te beginnen. Yap begon met het verkopen van het materiaal voor de T-shirts en verkocht wat later ook balpennen en horloges.
Na de oorlog begon hij, geïnspireerd door het surplus aan overbodige Amerikaanse legervoertuigen, met het opkopen van tweedehands auto's en auto-onderdelen. Het door hem in 1947 opgerichte U.S. Automotive groeide uit tot een van de grootste opkopers van tweedehands auto's in de wereld. In 1960 breidde Yap uit naar de scheepvaart en richtte hij Philippine President Lines op. In 1961 kocht Yap een deel van de aandelen van de Manila Bulletin. Vanaf 1984 was hij voorzitter van de raad van de Manila Bulletin Publishing Corporation. Op 17 oktober 1978 verkreeg Yap een meerderheidsbelang in de Philtrust Bank door de aankoop van de aandelen in handen van het Aartsbisdom van Manilla. In 1988 bracht hij de Philtrust Bank naar de Makati Stock Exchange en de Manila Stock Exchange. 
In 1997 kreeg Yap middels zijn Manila Prince Hotel Corporation  (MPHC) ook het Manila Hotel in handen. Dit gerenommeerde hotel was in 1995 in eerste instantie verkocht aan combinatie van buitenlandse bedrijven. Yap spande echter een zaak aan bij het Hooggerechtshof van de Filipijnen en kreeg op basis van een uitspraak van dit hoogste rechtscollege van de Filipijnen de kans om het bod te evenaren. In 2002 werd Centro Escolar University toegevoegd aan het imperium van Yap. Vanaf 2010 was Yap voorzitter van de raad van bestuur van de Centro Escolar University.
Yap ontving gedurende zijn leven vele onderscheidingen en eredoctoraten. Op 6 oktober 2006 werd hij onderscheiden met een Legioen van Eer met de rang van Grand Commander.
Bij zijn overlijden in 2014 op 88-jarige leeftijd was Yap onder meer voorzitter van de raad van bestuur van Manila Bulletin, de Manila Hotel Corporation en de Centro Escolar University. Tevens was hij emeritus-voorzitter van de raad van bestuur van de Philtrust Bank. In 2013 was zijn vermogen door Forbes Magazine nog ingeschat op 1,3 miljard US$. Het grootste deel van dat vermogen had hij vergaard door zijn aandelen in de Philtrust Bank. Hij werd daarmee op de dertiende plek van de lijst van rijkste mensen uit de Filipijnen geplaatst. Sinds zijn 75e verjaardag doneerde hij elk jaar als alternatieve verjaardagsviering een substantieel bedrag aan een goed doel.